# Родович, Марыля

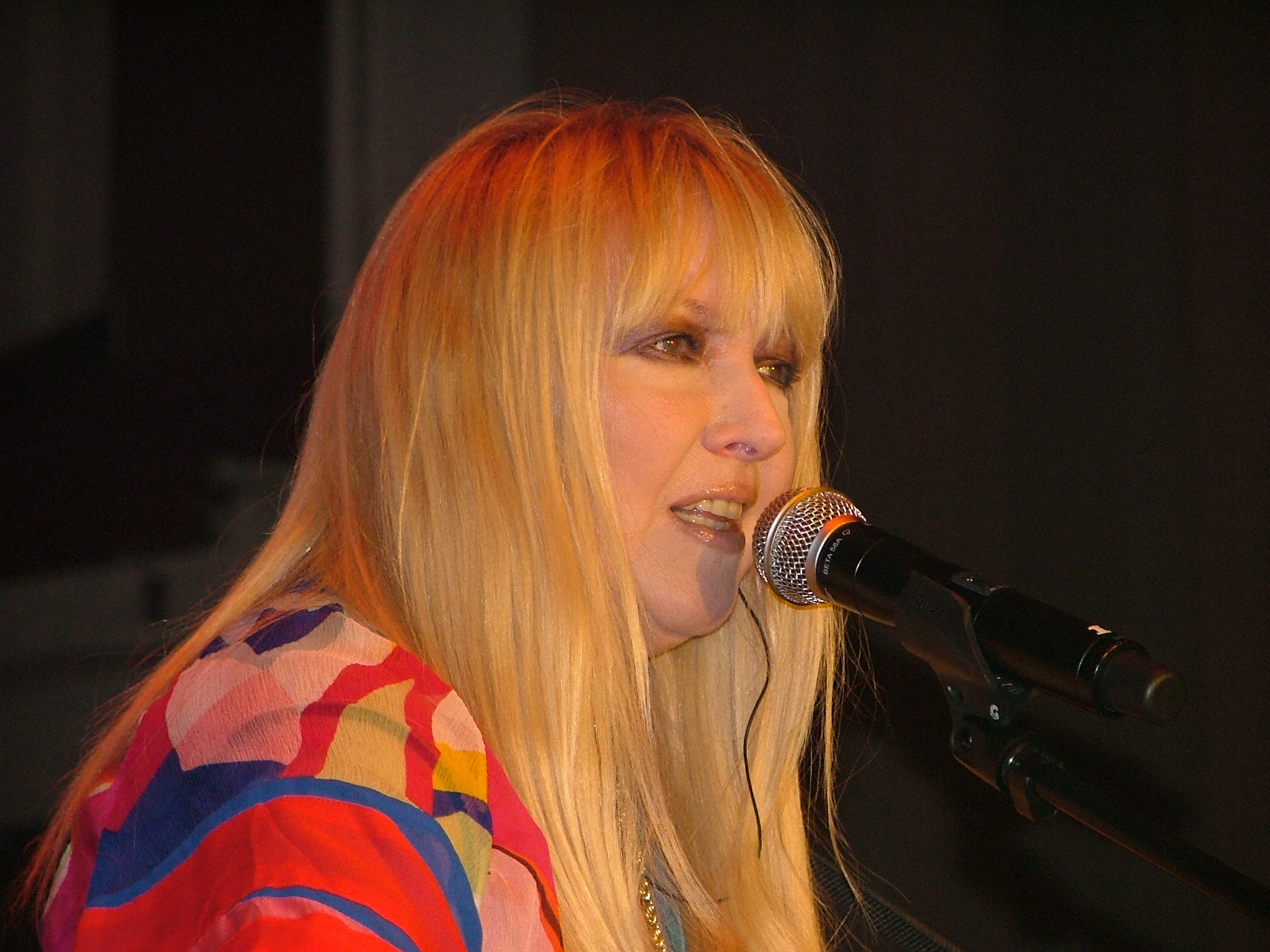
Родович в Варшаве, 2007 г.

Мары́ля Родо́вич (пол. Maryla Rodowicz, настоящее имя Мари́я Антони́на Родо́вич (Maria Antonina Rodowicz); род. 8 декабря 1945, Зелёна-Гура, Польша) — польская поп-певица, также исполняет рок и фолк-рок. В 1970—1980-е годы была популярна в СССР.

## Биография
Семья отца Марыли Родович происходила из Вильно, там у них была своя аптека «Под лебедем». После войны родители певицы переехали в Зелёна-Гуру, где и родилась Мария Антонина Родович. Отец Марыли Родович, Виктор Родович, принадлежал к местной элите, был мэром города и директором первого польского лицея. В 1948 году коммунистические власти посадили его в тюрьму, он пробыл в заключении до 1956 года.
Близкие родственники матери певицы, Янины Красуцкой (1924—2017), были профессионально связаны с театром. Янина Красуцкая рассказывала о них в интервью Марии Шабловской, автору книги «Марыля. Жизнь Марии Антонины».
Мария начала играть на гитаре ещё будучи школьницей, участвовала в различных песенных конкурсах. В старших классах Марыля Родович училась во Влоцлавеке. Окончила Академию физической культуры в Варшаве.
Считается, что своё восхождение к творческому Олимпу Марыля Родович начала в 1960-е годы, хотя музыкой она увлекалась с детства. При этом пик популярности исполнительницы по всему СССР пришёлся на 1970-е — 1980-е годы. Харизматичная блондинка с длинными волосами, играющая на гитаре и исполняющая красивые песни сильным голосом, приводила публику в восторг. Практически каждая песня в исполнении Марыли становилась невероятно популярной.
Именно в этот период была записана, к примеру, одна из самых востребованных композиций артистки — «Разноцветные ярмарки», впоследствии подаренная Родович Валерию Леонтьеву. Она также неоднократно исполняла «Ярмарки» с другими исполнителями, к примеру, больше всего зрителям запомнился случай, когда компанию ей составил Александр Малинин. 

Интереснее всего певица презентовала эту песню в 1977 году в Сопоте: она вышла на сцену в костюме клоунессы с попугаем на плече, да ещё и с барабаном (как потом признавалась Марыля, такой эпатажный образ был большим риском: гарантии, что люди примут гротескный образ, не было никакой; но в результате номер был принят на «ура» и стал одним из ключевых в её карьере).
В 1965 году стала вокалисткой студенческой группы «Шейтаны» (пол. Szejtany).
В 1967 году заняла первое место в конкурсе студенческой песни в Кракове.
С 1969 по 1971 год трижды становилась победителем фестиваля песни в Ополе.
Пик популярности Родович пришёлся на 1970-е и 1980-е годы. Самые популярные песни — «Разноцветные кибитки» (польск. «Jadą wozy kolorowe») и — «Разноцветные ярмарки» (польск. «Kolorowe Jarmarki» , которую она подарила Валерию Леонтьеву.
Дебютный альбом «Zyj myj swiecie» вышел в 1970 году, два года спустя — «Wyznanie». Тогда же вышли пластинки Родович в Чехословакии и ГДР. До конца 70-х певица записала ещё четыре долгоиграющих диска.
На церемонии открытия Чемпионата мира по футболу 1974, проводившегося в ФРГ, исполнила свою песню «Футбол» (пол. «Futbol»), написанную специально для чемпионата.
В 70-е сотрудничала с тандемом композиторов Катарина Гертнер (Katarzyna Gärtner) — Агнешка Осецка. Среди других постоянных авторов певицы — Северин Краевский и Як (Яцек) Микула (Jacek Mikuła).
В начале 80-х организовала группу «Rozowe Czuby», песня которой «Дантист-садист» поднялась на вершину хит-парада одной из популярнейших в стране телевизионных музыкальных программ. Продолжала выпускать пластинки, была чрезвычайно популярна в СССР, где её диск 1983 года «Maryla Rodowicz» разошёлся тиражом в 10 миллионов.
В 1983 году на киностудии Лентелефильм был снят фильм-концерт «Марыля Родович».
В 1983 году в Москве на шоу «Новогодний аттракцион» она исполнила ещё один мега-хит — «Кукла», но номер тогда сняли с эфира по политическим мотивам. «Это был грандиозный скандал, — говорит нам Марыля. — ведь в припеве у меня были слова: „По ниточке ходить я не желаю“, а к рукам и ногам у меня были привязаны нити. Многие посчитали это намёком на цензуру, и выступление вырезали».
В 1992 году вышел альбом «Absolutnie nic», за ним последовал «Marysie Biesiadna» (1994), «Zlota Maryla» (1995) и антология творчества певицы, изданная на трёх компакт-дисках. Все пластинки достигли «золотого» статуса, а «Marysie Biesiadna», разошедшаяся полумиллионным тиражом — «платинового».
В 1992 году она написала автобиографическую книгу с названием «Да здравствует бал» (пол. «Niech żyje bal»).
В 1997 году Родович записала «Tribute to Agnieszka Osiecka» в память об умершей подруге, на который вошли архивные материалы, в том числе самая первая запись певицы «Latwopalni». Годом позже был издан «Przed zakretem», тогда же песня «Malgoska» была названа изданием «Gazeta Wyborca» самой популярной песней 35-летия.
Марыля Родович появлялась в нескольких польских фильмах, а также постоянно участвовала в телесериале «Приёмная семья» (пол. «Rodzina zastępcza») (Polsat TV 1999—2009).
Новое тысячелетие ознаменовалось для поклонников Марыли Родович выпуском «латиноамериканского» альбома «Karnawal 2000» и первого концертного диска «Niebieska Maryla» .
В последний раз она была в России в 2007 году. На концерте «Легенды Ретро FM» Марыля Родович представила живые рок-версии хорошо знакомых публике хитов 80-х. Эту программу Родович специально подготовила для Легенд.
В 2012 году она записала в дуэте с российским певцом Витасом песню «Криком журавлиным».
В 2012 году Марыля Родович принимает участие в документальном фильме Михаила Ананьева «Богини социализма».
23 марта 2013 в Киеве получила приз «Человек года-2012».
14 по 18 июля 2016 года (г. Витебск) прошёл XXV международный фестиваль «Славянский базар» в котором приняла участие Марыля Родович.
Всего певица исполнила более 2000 песен, выпустила более 20 альбомов на польском языке, а также по одному на английском, чешском, немецком и русском языках. Общий тираж проданных альбомов составил 15 миллионов копий, среди них около 10 миллионов в СССР и России.
Марыля Родович выступает с концертами по всему миру: в Европе, Америке, Австралии и Азии. В Польше Родович популярна по сей день. Часть песен из её последних альбомов занимают высокие позиции в хит-парадах польских музыкальных радиостанций.

### Личная жизнь
Разведена. От первого брака с Кшиштофом Ясинским (пол. Krzysztof Jasiński) родила сына Яна (род. 1979) и дочь Катажину (род. 1982). От второго брака с Анджеем Дужинским (пол. Andrzej Dużyński) родила сына Енджея (род. 1987).

### Премии и награды
Премии (избранное)
• 1969 — «Серебряный Гвоздь» по результатам опроса читателей газеты «Kurier Polski» — «Гвоздь сезона»;
• 1970 — «Серебряный гвоздь» по результатам опроса читателей газеты «Kurier Polski» — «Гвоздь сезона»;
• 1987 — Премия министра культуры I степени за совокупность творческих достижений;
• 1994 — Премия «Прометей» — за выдающиеся эстрадные достижения;
• 1995 — «Золотой лавр» журнала «Przekrój» (к 50-летию журнала);
• 1998 — SuperWiktor '97 — за совокупность творческих достижений;
• 2002 — статуэтка «Звезда польского телевидения» — по случаю 50-летия TVP — за эстрадный образ;
• 2006 — «Золотая Пятёрка» по результатам опроса читателей газеты «TeleRzeczpospolita»
• 2003 — Гран-при Фестиваля польской песни в Ополе;
• 2012 — «Почётная жемчужина» в категории культура;
• 2013 — премия «Róża Gali» журнала «Gala» — за издание полной коллекции альбомов по случаю 45-летия эстрадной деятельности.
Государственные награды (избранное)
• 1974 — Золотой крест Заслуги
• 1979 — Кавалерский крест Ордена Возрождения Польши;
• 1987 — Почётная награда Общества Polonia;
• 1988 — Почётная награда Общества Polonia;
• 2000 — Командорский крест Ордена Возрождения Польши — за выдающиеся творческие заслуги;
• 2005 — Золотая Медаль «За заслуги в культуре Gloria Artis».

## Дискография
- 1970 — Żyj mój świecie (Muza)
- 1972 — Wyznanie (Pronit)
- 1972 — Maryla Rodowiczova (Supraphon)
- 1973 — Maryla Rodowicz (Amiga, в основном на немецком)
- 1974 — Rok (Pronit)
- 1976 — Sing-Sing (Pronit)
- 1978 — Wsiąść do pociągu (Pronit)
- 1979 — Cyrk nocą (Pronit/Wifon)
- 1982 — Święty spokój (Muza)
- 1983 — Maryla Rodowicz/Марыля Родович (Мелодия)
- 1984 — Był sobie król (Polton)
- 1986 — Gejsza nocy (Muza)
- 1987 — Polska Madonna (Muza)
- 1991 — Full (Polton)
- 1992 — Absolutnie nic (Muza); переиздание: 1995 (Tra-La-La)
- 1994 — Marysia Biesiadna (Tra-La-La)
- 1995 — Złota Maryla (Tra-La-La)
- 1996 — Antologia 1 (Tra-La-La/PolyGram Polska)
- 1996 — Antologia 2 (Tra-La-La/PolyGram Polska)
- 1996 — Antologia 3 (Tra-La-La/PolyGram Polska)
- 1997 — Łatwopalni. Tribute to Agnieszka Osiecka (Tra-La-La/PolyGram Polska, 2CD)
- 1998 — Przed zakrętem (PolyGram Polska)
- 1999 — Karnawał 2000 (Universal Music)
- 2000 — Niebieska Maryla (Universal Music)
- 2001 — 12 najpiękniejszych kolęd (Universal Music)
- 2002 — Życie ładna rzecz (Universal Music)
- 2003 — Sowia Wola (Eulen Willen Studio)
- 2003 — Maryla i przyjaciele (Polskie Radio S.A.)
- 2003 — Nejvetši hity (Universal Music, Чехия)
- 2004 — Wola — 2 — Hopsasa
- 2005 — Kochać (Sony BMG)
- 2005 — Maryla Voila! Hopsasa
- 2006 — Марыля Родович. Золотая коллекция Ретро (Bomba music BoMB 033—265, Россия)
- 2006 — Wola 4u
- 2007 — Wola na 5
- 2007 — Maryla Rodowicz — Die großen Erfolge (BMG Amiga, на немецком)
- 2008 — Поёт Марыля Родович (Мелодия MEL CD 60 01467, Россия)
- 2008 — Jest cudnie (Sony BMG)
- 2010 — 50 (Universal 275 721 5)
- 2011 — Buty 2 (Universal 278 939 7)
- 2012 — 2013 — Antologia Maryli Rodowicz (2012-2013) (Universal)